# 鎖羅盆
鎖羅盆（通鎖羅盤，英文：So Lo Pun，客家話讀音：so3 lo2 pun2），位於香港新界北區近荔枝窩，昔日又名鎖腦盤。鎖羅盆村之落擔祖為明朝末期駐守廣東省永安縣之都督黃維興（黃集公，《梅子林村族譜》提及之）。由於位處偏僻及山路繁多，昔日只有在北區執勤的警察才懂入村。由於政府近年在附近豎立指示牌，方便遊人進入，使鎖羅盤成為行山愛好者所愛到的地方。而在鎖羅盤中，有一個名為鎖羅盆堤壩的地方。鎖羅盆村現任村長為黃慶祥先生。

## 地理
兩排「一」字型系列青磚屋正門向南排列（每一家室門口有十三塊傳統青磚闊度），輔有一座獨立青磚屋家。村屋上排有一間以洗米石於1970年代建成之灰白色兩層高住宅。
村民沿谷地建村建梯田建魚塘，後有山谷淌下清澈的谷水，前臨海產豐富的吉澳海海灣，可漁可耕。然而，當年村內之啟明學校只開設至小學三年級之課程，若要完成小學課程，只好前往荔枝窩學校完成小六課程，及後於市區寄宿親朋戚友家中以繼續其後之中學課程。一九七零年代是它的全盛時期，那時住了約一百七十人；七十年代末，村民開始外遷至英國開餐館（以薯仔菜式為主，當年１英鎊能兌換16圓港幣），或者遷往上水粉嶺或沙頭角墟附近一帶之寮屋（後來上樓房協沙頭角邨）；八十年代起，全村荒廢，至今已逾三十年。

## 歷史

### 《香港新界沙頭角鎖羅盆村黃氏族譜》
黃維興（又稱黃集公，落擔祖，明代末期駐守廣東省永安縣之都督）。明朝於1644年覆亡，為伺機反清復明，黃維興攜同家眷避走南下且自力更生。最初於紅石門村（汕）落腳，後來到梅子林開嶺鋤山，務農為生。

### 人文
鎖羅盆為隔鄰荔枝窩村黃氏客家原居民之分支村落，屬於沙頭角區鄉事委員會慶春約〔清代初期由永安（今日河源市紫金縣）〕經過沙頭角梅子林村之後遷往荔枝窩村，荔枝窩村本以黃氏為主且其人口最多，因荔枝窩村人多之故，所以就分支到不同地方建立鄉村，包括現已荒廢之鎖羅盆村，以及今日之上水古洞北塱原濕地旁之客家圍（與松柏塱圍頭村落為鄰，二十世紀初葉公元1904年立村），皆為荔枝窩村黃氏分支之歷史。其後，鎖羅盆村民亦分別於同治年間分支到打鼓嶺簡頭圍（坪輋路盡頭鄰近打鼓嶺警署）及民國16年。（1917年）到塘坊村。楊氏亦曾入住鎖羅盆村，其後遷往打鼓嶺。
全盛時期有兩三百人，以種禾稻為主。黃冠新於2007年前曾擔任鎖羅盆村原居民村代表，並於2007年2月2日之村代表選舉中與同鄉者黃富以廿票打成平手，經鎖羅盆選舉主任黃宗殷依據以抽籤方式決定冠新勝出。
鎖羅盆村現任村長為黃慶祥先生。

### 客家人
鎖羅盆黃氏客家原居民之分支歷史，亦印證自清初復界四百年以來，粵東嘉應州與福建、江西、廣東揭西縣五雲羅輋遷來之客家人如何以寶安縣（舊稱新安縣）沙頭角、歸善縣（今日之惠陽一帶）為中途站，繼而分支往寶安縣其他地方，尤其香港內陸地帶。例子有：沙頭角公路上禾坑李氏於壹佰七十年前左右分支到現今之將軍澳馬游塘村，而南涌的南涌李屋李氏分支到現在之粉嶺鄉事委員會軍地高埔村（高莆村）；另外，位於下禾坑旁山邊之凹下村魏氏，魏氏為大種客家人，約兩百年前由五華（舊稱）「長樂」遷來。於1928年分支到上水古洞南長壢村（長瀝村，位於雙魚河旁邊，麒麟山坳東南、雞公嶺東北，與唐公嶺、坑頭隔河相望）；鹿頸鹹坑尾村藍氏經深井（其中數名藍家成員）落腳後繼而落擔到今日港鐵沙田站旁邊之排頭村、塔門島、柴灣藍屋；鹿頸黃屋黃氏分支到屯門大欖一帶；烏洲塘村（烏洲塘／戶洲塘（沙頭角印洲塘以南海邊，客家荒廢村落））沈氏分支到粉嶺南華明邨旁邊鄰近和合石村之畫眉山村）；現今八仙嶺郊野公園之橫山腳村陳氏屋家地基遺址之出現，皆因前漁農處（今更名為漁農自然護理署）設立八仙嶺郊野公園而安排陳氏山村村落原居民搬遷到屬於粉嶺鄉事委員會範圍，長山以南、梧桐河旁，鄰近沙頭角鄉事委員會範圍之大塘湖村立村為橫山腳新村（原居於橫山腳上、下村陳氏客家原居民搬遷而至此之散居村落，位於大塘湖與馬尾下旁）等等。
現今深圳市龍崗與坑梓（包括黃草嶺）一帶，皆有相當多黃氏客家人聚居，祖籍多為嘉應州興寧縣（今屬梅州市管轄），十九世紀中葉黃草嶺黃氏客家人有人分支到今晡日之香港西貢北潭涌黃宜洲村及後之上窯村，於該村建立過雄厚家族生意，後來於二十世紀六十年代左右舉上窯村原居民移居東馬來西亞沙勞越（沙巴），在馬來西亞散播客家方言。今天的上窯民俗文物館印證黃氏家族之民俗歷史。
在香港，和鎖羅盆黃氏客家人相近，只有蓮麻坑葉氏，因為他們都是陸豐吉康都遷來香港的，鎖羅盆黃氏來自吉康都五雲羅輋，蓮麻坑葉氏來自吉康都螺溪，兩地只相距15公里，而且客家話類型可以說是同類，都是陸河腔。

## 著名事件

### 斬樹封村
2008年7月，報章揭發該村村民打算把鎖羅盆村發展成果園旅遊區，而在村內大規模斬樹，其中部分樹木位於郊野公園（官地）之內。翌年6月，漁護署公布鎖羅盆村在2009年7月1日起永久封閉其私人土地範圍內的路段。鎖羅盆為荔枝窩和榕樹凹之間最直接的通道，封路為遠足人士帶來不便。 2012年1月，上述路段已重新開放。
2017年4月尾，高等法院裁定漁護署將6幅土地不適合納入郊野公園範圍之決定並不合法，令包括西貢海下、白腊和鎖羅盤等地之保育與規劃需重新探討，「鎖羅盤」的名字又一次出現於主流媒體之上。

### 靈異傳聞與調查
鎖羅盆不斷爆出有鬼的傳聞。有傳聞指有男子在香港日治時期進入鎖羅盆慶祝太平清醮時發現村內一片死寂，所有村民都消失了。而有行山人士在此地指指南針（羅盤）失靈，「鎖羅盆」因而得名。亦有人在此地懷疑被鬼嚇至心臟病死亡。也有人指堤壩中的樹有懷疑昆蟲蟎的存在。眾多離奇怪異的事件也是引起多個行山人士前往鎖羅盆探秘的原因。
著名靈異研究者陳雲海曾為此作出調查，據他在電台節目「架勢堂」所言，數十年前鎖羅盆村隔离村一个牛屎湖村的村民乘船出外參加婚宴，回程時船隻發生意外，全村村民只剩下數餘人，後來再無人定居，经流传就变成锁罗盆一夜消失的传说。由於很多房屋連家具被掉空，惹來不少傳言。及後陳雲海向鎖羅盆附近地區駐守警員查問，未有聽聞有人在鎖羅盆突然心臟病死亡等奇怪事件。
雖然大多數關於鎖羅盆的傳說都帶有神秘色彩，但是香港的資深旅遊家朱維德對鎖羅盆的描述完全沒涉及靈異故事，且曾是一個富饒、水土良好的小村。由於絶大多數村民遷到市區居住或移民外國，平日甚少返回村內，只有太平清醮舉行期間才會返村，才會被村外人士誤以為廢村。

## 延伸閱讀
- 《沙頭角慶春約：鎖羅盆村沿革史》黃素珍著（超媒體出版有限公司，2023年７月）
- 《梅子林故事——鄉郊文化保育考見記》鄭敏華、周頴欣、任明顥著（三聯書店（香港）有限公司，2022年10月第一版第一次印刷）

## 外部連結
- 1973年的鎖羅盤
- WikiMapia （页面存档备份，存于）